# 李同国
李 同國（イ・ドングッ、韓: 이동국、1979年4月29日 - ）は、韓国浦項市出身の元サッカー選手。現役時代のポジションはフォワード。旧名は李 東國で、2007年に改名した。

## 経歴

### 選手歴
1998年、高卒ルーキーとして浦項スティーラースに入団。フランスW杯の韓国代表最終メンバーに選出され、同大会グループリーグ第2戦のオランダ戦にて途中出場を果たす。
その後、常に韓国代表に招集されるが、2002年の日韓W杯直前に最終メンバーから落選する。
2002年釜山アジア大会に出場するが、優勝できず、2003年から兵役で光州尚武に入隊。2005年4月に除隊後、浦項スティーラースへ高額年俸にて復帰を果たす。ドイツW杯アジア地区予選では3得点を挙げている。
2007年から2008年までプレミアリーグのミドルズブラFCに在籍したが、リーグ戦で得点を挙げることは出来ず、デイリー・メール紙が選出する2007/08シーズンのワーストストライカーに選ばれた。
2008年夏より城南一和天馬に移籍し、Kリーグに復帰した。
2009年、全北現代モータースに移籍すると、初の得点王に輝き、チームも初のリーグ戦優勝を飾り、シーズンMVPにも選ばれた。
2012年、Kリーグでの117得点目を挙げ、禹成用が持つKリーグ通算最多得点記録を塗り替えた。
2014年、全北のKリーグクラシック優勝に貢献し、リーグ2位の13得点を記録、KリーグMVPを受賞した。
2015年4月22日、AFCチャンピオンズリーグ・グループリーグ第5戦の柏レイソル戦で2得点を記録し、同大会通算27得点目で、ナシル・アルシャムラニの持っていた個人通算得点記録を更新。またKリーグクラシックを連覇し、2年連続4度目のKリーグMVPを受賞した。
2020年10月26日、自身のInstagramアカウントで現役引退を発表。11月1日、全北現代がKリーグ1最終戦となる大邱FC戦を2-0で制して史上初となるリーグ4連覇を達成し、有終の美を飾った。また、試合後に行われた引退セレモニーにて自身がつけていた背番号20番をクラブが永久欠番にすることが発表された。

### 引退後
現役引退後はサッカー解説者やタレントとしてテレビ出演するなど活躍している。
2023年1月18日、大韓サッカー協会副会長に選任された。任期は2年。
2025年6月19日、Kリーグ新規参入を目指して龍仁市が設立準備を進めているプロサッカークラブのテクニカルディレクターに選任された。

## 私生活
2005年にミスコリアハワイ出身の女性と結婚。2007年に長女、次女（双生児）が誕生した。2013年には三女、四女（双生児）が、2014年には長男が誕生、一男四女の父親となった。2015年より、KBSのバラエティ番組スーパーマンが帰ってきたに子どもたちと共に出演するようになった。

## 所属クラブ
- 1995年 - 1997年 浦項製鉄高校
- 1998年 - 2007年  浦項スティーラース
  - 2000年 - 2001年 → ヴェルダー・ブレーメン (期限付き移籍)
  - 2003年 - 2005年  光州尚武フェニックス (大韓民国国軍体育部隊・兵役期間)
- 2007年 - 2008年  ミドルズブラFC
- 2008年 - 2009年  城南一和天馬
- 2009年 - 2020年  全北現代モータース

## 代表歴

### 出場大会
- 韓国代表
  - 1998 FIFAワールドカップ
  - 2010 FIFAワールドカップ

### 試合数
- 国際Aマッチ 108試合 33得点（1998年-2017年）[14]

| 韓国代表 | 国際Aマッチ | 国際Aマッチ |
| 年       | 出場        | 得点        |
| -------- | ----------- | ----------- |
| 1998     | 9           | 0           |
| 1999     | 0           | 0           |
| 2000     | 10          | 8           |
| 2001     | 6           | 1           |
| 2002     | 6           | 0           |
| 2003     | 1           | 0           |
| 2004     | 10          | 8           |
| 2005     | 15          | 4           |
| 2006     | 9           | 1           |
| 2007     | 7           | 0           |
| 2008     | 0           | 0           |
| 2009     | 4           | 0           |
| 2010     | 10          | 3           |
| 2011     | 2           | 0           |
| 2012     | 8           | 5           |
| 2013     | 5           | 0           |
| 2014     | 4           | 3           |
| 2015     | 0           | 0           |
| 2016     | 0           | 0           |
| 2017     | 2           | 0           |
| 通算     | 108         | 33          |

## エピソード
2002年制作の映画ロスト・メモリーズ中にて、日本代表選手の一員として李東國が登場するシーンがある。このシーンには李東國の写真画像を加工し、ユニフォームを日本代表のものに改めた画像が用いられた。李はこの話が入ってきた際に同作品のシナリオに目を通し、「国民の情緒上問題がない」と判断し、画像の加工に快く応じたが、インターネット上では「ワールドカップを控えた時期にこのようなシーンがあるのは受け入れがたい」という意見もあり、論争が起こった。

### 不祥事
AFCアジアカップ2007の開催期間中に、李雲在、禹成用、金相植と共に無断で滞在先を抜け出して外出、外出先で飲酒した事が波紋となった。この件につき大韓サッカー協会より代表資格停止1年および協会主催大会出場停止2年の処分を受け、その結果2008年開催の北京オリンピック、2010 FIFAワールドカップ・アジア予選3次予選へ出場する事ができなくなった。

## タイトル

### クラブ
浦項スティーラース
- アジアクラブ選手権：1回　(1997-1998)

全北現代モータース
- Kリーグ1：8回　(2009, 2011, 2014, 2015, 2017, 2018, 2019, 2020)
- 韓国FAカップ：1回　(2020)
- AFCチャンピオンズリーグ：1回　(2016)

### 個人
- AFCユース選手権MVP：(1998)
- AFCユース選手権得点王：(1998)
- Kリーグ 新人王：(1998)
- Kリーグオールスター戦MVP：(1998,2001年,2003年,2012年)
- アジアカップ2000レバノン大会 得点王：(2000)
- Kリーグ 得点王：(2009)
- Kリーグ MVP：(2009, 2011, 2014, 2015)
- AFCチャンピオンズリーグ2011 MVP  (2011)
- AFCチャンピオンズリーグ2011 得点王　(2011)